# 小马尔加里托夫卡河
小马尔加里托夫卡河（俄语：Река Малая Маргоритовка），前称西南岔河（俄语：Река Синанча），是滨海边疆区奥莉加区的河流，长23公里，注入马尔加里托夫卡河，河流不能通航。

## 引用
1. ↑  А·П·穆拉诺夫. . 列宁格勒: 气象出版社. 1966 （俄语）.
2. ↑  . 列宁格勒: 气象出版社 （俄语）.
3. ↑  Т·А·基谢尔科瓦娅. . 列宁格勒: 气象出版社. 1977 （俄语）.
4. ↑  . 国家水登记处 （俄语）.